# Pegasus 3
Pegasus 3 – trzeci, zarazem ostatni sztuczny satelita badawczy związany z praktyczną realizacją programu Apollo, wprowadzony na orbitę w ramach programu Pegasus. Wystrzelony w trakcie próby z rakietą Saturn I Block 2 w dniu 30 lipca 1965 roku (lot nosił nazwę Saturn-Apollo 10).

## Cele misji
1. Pomiar strumienia meteoroidów i mikrometeoroidów praktycznie poza atmosferą Ziemi.
2. Określenie penetracji paneli satelity przez mikrometeoroidy dla trzech różnych grubości warstwy aluminium.
3. Pomiar zmiany w położeniu satelity po uderzeniach mikrometeoroidów.

## Przebieg misji
Pegasus 3 wystartował ze stanowiska 37B na Przylądku Kennedy’ego na Florydzie 30 lipca 1965 roku. Ze względu na duże rozmiary, satelita zajmował zarówno przestrzeń w makiecie modułu serwisowego statku Apollo, jak i w drugim członie rakiety (SIV). Zaprojektowany do badania zagrożenia zderzeniami z mikrometeoroidami na orbicie okołoziemskiej. Satelita został zbudowany w Huntsville, przez ten sam zespół NASA, który zajmował się rakietami Saturn. Na orbicie znalazł się w 640,252 sekundzie lotu i zgodnie z założeniami misji nie oddzielił się od drugiego członu rakiety Saturn I, lecz razem z nim krążył po orbicie. Początkowe parametry orbity: perygeum – 535 km, apogeum – 567 km, kąt nachylenia orbity – 28,8° oraz czas obiegu – 95,5 min. Wszystkie systemy satelity działały sprawnie, a rozłożenie paneli odbyło się zgodnie z planem. Rozpiętość paneli po rozłożeniu wynosiła 29,3 m, a szerokość 4,3 m.
W połowie 1968 roku została wyłączona aparatura, ponieważ znacznie przekroczono planowany okres działania, a wyniki wykazały, że założenia konstrukcyjne w odniesieniu do ochrony statków Apollo przed mikrometeorytami są wystarczające. Satelita uległ dezintegracji przy ponownym wejściu w atmosferę ziemską 4 sierpnia 1969.